# Gabriel Jorge
Gabriel Jorge Sosa (Santa Cruz de Tenerife, Canarias, 6 de febrero de 1916 − ibídem, 28 de noviembre de 2014) fue un futbolista español, que destacó por su depurada técnica y su fuerte chut.  

## Trayectoria
Fichó por el Club Deportivo Tenerife en 1936, pero debido a la Guerra Civil no pudo desarrollar todo su juego. Al acabar la guerra, el presidente Genaro de la Riva lo fichó por el Real Club Deportivo Español donde despuntó durante ocho temporadas y donde se convirtió en uno de sus jugadores históricos. Con los blanquiazules jugó 224 partidos y marcó 80 goles.
Al final de la temporada 1946-47, se desvinculó del club perico, si bien continuó en Cataluña para fichar por el Club de Fútbol Badalona, de Segunda División.
El 12 de enero de 1941 debutó con la selección española en Lisboa en el primer partido de la selección después de la guerra, junto a su compañero de equipo, Isidro Rovira.
Falleció el 28 de noviembre de 2014.

## Clubes
| Club                   | País   | Año       |
| ---------------------- | ------ | --------- |
| Real Unión de Tenerife | España | 1934-1936 |
| CD Tenerife            | España | 1936-1939 |
| RCD Español            | España | 1939-1947 |
| CF Badalona            | España | 1947-1949 |

## Palmarés

### Campeonatos nacionales
| Título                | Club        | País   | Año  |
| --------------------- | ----------- | ------ | ---- |
| Copa del Generalísimo | RCD Español | España | 1940 |